# Тьеполо, Якопо
Я́копо Тье́поло (итал. Jacopo Tièpolo; кон. XII века, Венеция — 19 июля 1249, Венеция) — венецианский государственный деятель, 43-й дож (с 1229 по 1249 год). Первый дука Кандии (duca di Candia) с 1212 года.

## Биография

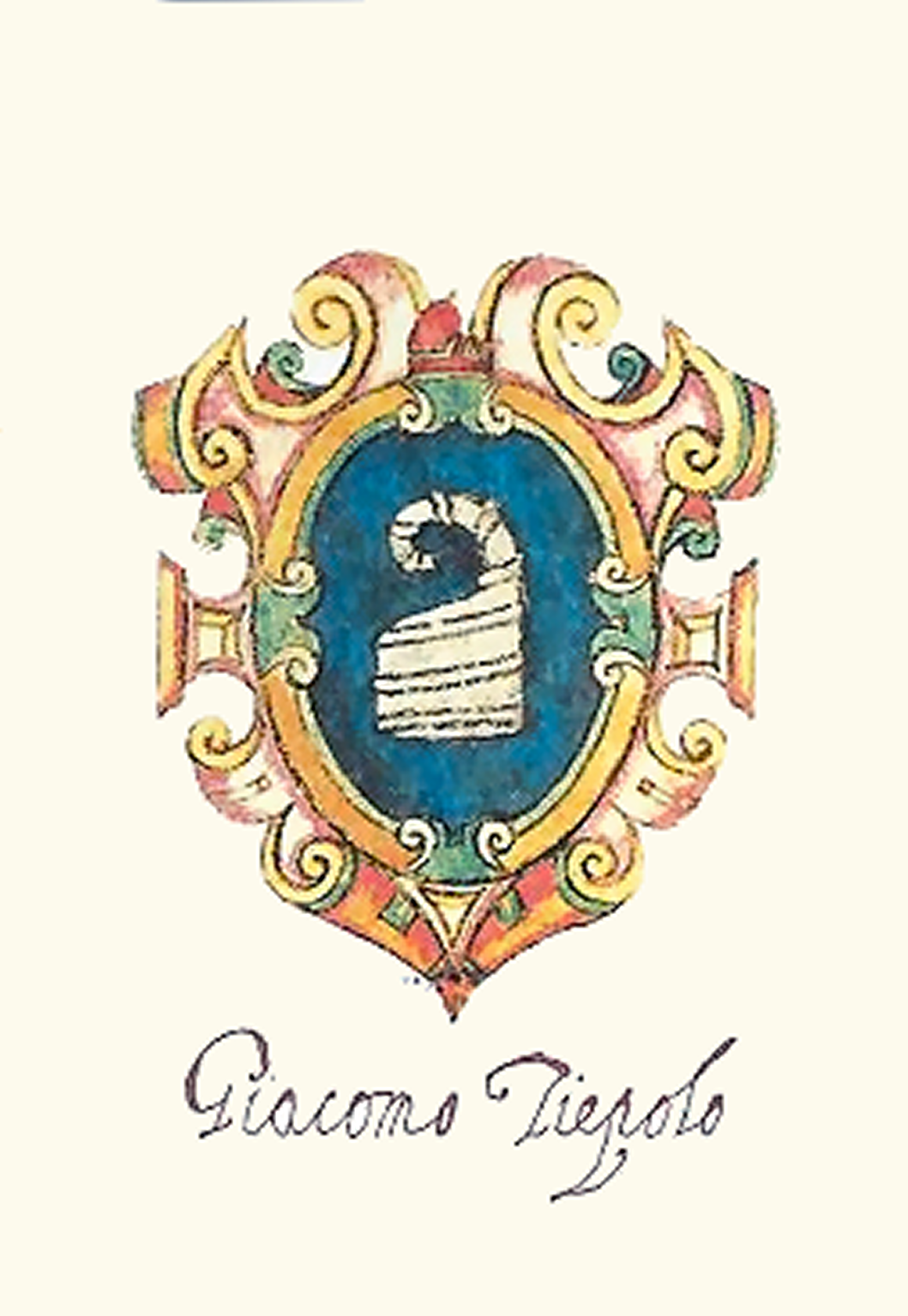
Герб Якопо Тьеполо

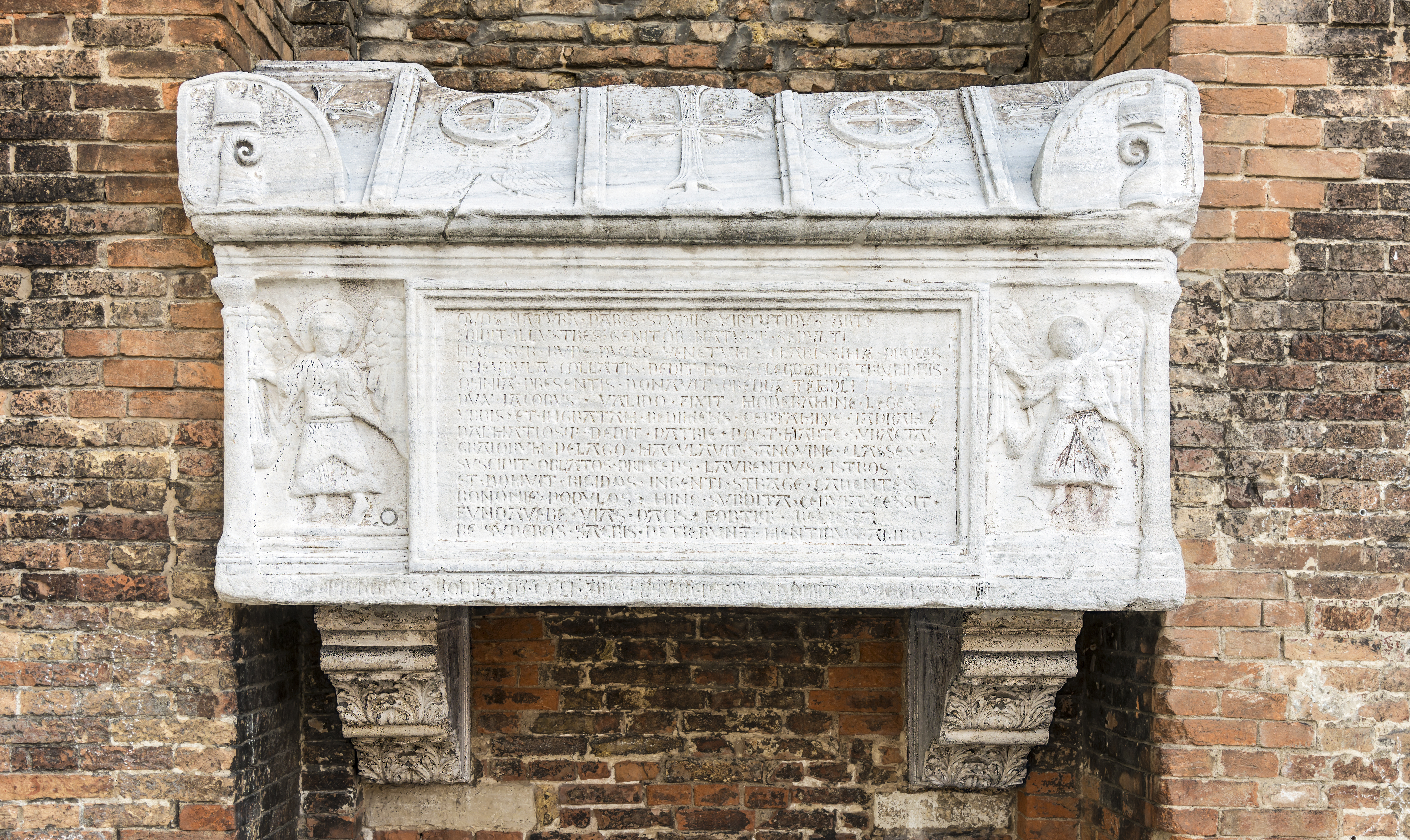
Гробница дожа в Санти-Джованни-э-Паоло

Вступление в должность дожа происходило на фоне многочисленных вооружённых столкновений в различных районах венецианской «империи». Ситуация была серьезной, особенно на острове Крит в Королевстве Кандия, куда дожу пришлось направить войско. Тьеполо, который обычно предпочитал пользоваться политическими средствами, а не военными, прежде чем сделать это, собрал венецианских вельмож в материковой части города, с целью договориться и не доводить дело до военных действий, которые могли бы повредить городу. Восстание на Крите было подавлено только в 1234 году, но практически сразу после этого дожу пришлось организовывать отпор другим врагам, гибеллинам, армия которых под руководством их лидера Эццелино да Романо практически подступила к самому городу.
После того как Пьетро, сын дожа, был убит гибеллинами, дож направил войска в Далмацию на «защиту» городов, которые, однако, этому упорно сопротивлялись. Ближе к концу своего правления Якопо Тьеполо уделял много времени внесению изменений в венецианское морское право и совершенствованию системы управления государством.
В конце жизни, постаревший и уставший после многих лет у власти, Якопо Тьеполо, наконец, решил уйти в отставку. Это произошло 2 или 20 мая 1249 года. 19 июля того же года он умер, что свидетельствует в пользу того, что причиной отказа от власти стала болезнь или старость, но не принуждение.